# اني بولو
هي مدينة ومنطقة في قسطموني في منطقة البحر الأسود في تركيا. تقع على بعد 590 كم (367 مل) من إسطنبول عن طريق البر و 89 كم (55 مل) شمال كاستامونو. وهي نموذج المدينة المطلة على البحر الأسود مع العديد من الأمثلة الرائعة للهندسة المعمارية المحلية التقليدية. وفقا لتعداد عام 2000، عدد سكانها هو 26,848، يعيش 9,486 منهم في مساحة 302 كيلو متر مربع (117 ميل مربع) وتقع المدينة في على ارتفاع 120 متر (394 قدم).

## المناخ
يظهر الجدول التالي التغييرات المناخية على مدار السنة لاني بولو:
| البيانات المناخية لـاني بولو      | البيانات المناخية لـاني بولو | البيانات المناخية لـاني بولو | البيانات المناخية لـاني بولو | البيانات المناخية لـاني بولو | البيانات المناخية لـاني بولو | البيانات المناخية لـاني بولو | البيانات المناخية لـاني بولو | البيانات المناخية لـاني بولو | البيانات المناخية لـاني بولو | البيانات المناخية لـاني بولو | البيانات المناخية لـاني بولو | البيانات المناخية لـاني بولو | البيانات المناخية لـاني بولو |
| الشهر                             | يناير                        | فبراير                       | مارس                         | أبريل                        | مايو                         | يونيو                        | يوليو                        | أغسطس                        | سبتمبر                       | أكتوبر                       | نوفمبر                       | ديسمبر                       | المعدل السنوي                |
| --------------------------------- | ---------------------------- | ---------------------------- | ---------------------------- | ---------------------------- | ---------------------------- | ---------------------------- | ---------------------------- | ---------------------------- | ---------------------------- | ---------------------------- | ---------------------------- | ---------------------------- | ---------------------------- |
| متوسط درجة الحرارة الكبرى °م (°ف) | 9.3 (48.7)                   | 9.5 (49.1)                   | 11 (52)                      | 14.9 (58.8)                  | 18.7 (65.7)                  | 23.4 (74.1)                  | 25.7 (78.3)                  | 25.8 (78.4)                  | 22.8 (73.0)                  | 18.6 (65.5)                  | 15.4 (59.7)                  | 11.7 (53.1)                  | 17.2 (63.0)                  |
| المتوسط اليومي °م (°ف)            | 5.9 (42.6)                   | 6.1 (43.0)                   | 7.4 (45.3)                   | 11.3 (52.3)                  | 15.2 (59.4)                  | 19.3 (66.7)                  | 21.5 (70.7)                  | 21.5 (70.7)                  | 18.6 (65.5)                  | 14.7 (58.5)                  | 11.7 (53.1)                  | 8.3 (46.9)                   | 13.5 (56.2)                  |
| متوسط درجة الحرارة الصغرى °م (°ف) | 2.6 (36.7)                   | 2.8 (37.0)                   | 3.9 (39.0)                   | 7.7 (45.9)                   | 11.7 (53.1)                  | 15.3 (59.5)                  | 17.4 (63.3)                  | 17.2 (63.0)                  | 14.4 (57.9)                  | 10.9 (51.6)                  | 8 (46)                       | 5 (41)                       | 9.7 (49.5)                   |
| الهطول مم (إنش)                   | 110 (4.3)                    | 81 (3.2)                     | 72 (2.8)                     | 48 (1.9)                     | 49 (1.9)                     | 47 (1.9)                     | 47 (1.9)                     | 61 (2.4)                     | 76 (3.0)                     | 112 (4.4)                    | 121 (4.8)                    | 128 (5.0)                    | 952 (37.5)                   |
| المصدر: Climate-Data.org          |                              |                              |                              |                              |                              |                              |                              |                              |                              |                              |                              |                              |                              |

## أعلام
- صابرة أيدمير
- أورخان شائق كوك أي